# Chigua
† Chigua D. W. Stev., 1990 è un genere di cicadi della famiglia delle Zamiaceae.

## Tassonomia
Il genere è stato descritto nel 1990 dal botanico americano Dennis William Stevenson, rivestendo una particolare rilevanza biogeografica in quanto unico genere dell'ordine Cycadales endemico del Sud America. Una recente revisione ha declassato Chigua a sinonimo di Zamia e le due specie attribuite in passato a questo genere (C. restrepoi e C. bernalii), entrambe endemiche della Colombia, sono oggi considerate come un'unica entità (Zamia restrepoi).